# 徳川鶴松
徳川 鶴松（とくがわ つるまつ、正保4年1月10日（1647年2月14日）? - 慶安元年7月4日（1648年8月22日））は、江戸時代前期の徳川氏の一族。徳川家光の五男。徳川家綱・徳川綱重・徳川亀松・徳川綱吉らの異母弟。

## 略歴
生年には2説があり、『徳川幕府家譜』は正保4年（1647年）1月10日、『江戸幕府日記』は正保5年（1648年）1月10日（1648年2月3日） を記録している。生母は側室・お里佐（定光院）。慶安元年（1648年）7月4日に夭逝した。